# THE YELLOW DOGS
ザ・イエロードッグス（THE YELLOW DOGS）は、日本のロックバンド。

## 概要
東京・新宿のライブハウスJAMにて行われていたジョン・レノン追悼イベント「HARDDAYS NIGHT」のためにビートルズ好きが集まり結成。その後、JAMにて不定期で「JACARANDA」というオールナイトイベントを開催。イベントはライブ・MC・DJを中心に行われていた。
初期のビートルズがカバーしていた1950から1960年代のR&RやR&Bをカバーし、持ち曲は100曲を越すと言われている。バンド名の「THE YELLOW DOGS」は、ビートルズのブート盤を発売していたブートレーベル「YELLOW DOG」に由来。また、イベント名の「JACARANDA」は初期のビートルズが出演していた「ジャカランダ・コーヒー・バー」に由来する。
メンバーはデキシード・ザ・エモンズのアベ・ジュリー（通称「ジュリー」）、ナニー・キクチ（通称「ナニー」）、THE STRIKESのイカリ・タケトシ（通称「イカリ」）、ニシハラ・タカオ（通称「タカオ」）の4人。2005年頃より活動を停止していたが、2014年よりDr.に石川ミナ子が参加し活動再開。新宿RED CLOTHにて、定期的にライブ活動中。

## メンバー
アベ・ジュリー（Vocal&Guitar）
本名：阿部智康　生年月日：1967年6月20日生
Other Works: デキシード・ザ・エモンズ 、ソトル・ソチャード、 電化アベジュリー 、etc
※名前は沢田研二の愛称「ジュリー」に由来（ちなみに沢田研二の愛称は「ジュリー・アンドリュース」に由来）
※ The Spindles 、 The Backdrops 、KING BROTHERSをプロデュースしていたことがある。
ナニー・キクチ（Vocal&Guitar）
Other Works:
イカリ・タケトシ（Bass&Chorus）
Other Works: THE STRIKES 、etc
ニシハラ・タカオ（Drums&Chorus）
Other Works: THE STRIKES 、THE BOOTS、etc
石川ミナ子（Drums&Chorus）
Other Works: Drop's 、NOS、etc

## ディスコグラフィー

### シングル
1. BESAME MUCHO
TiNSTAR RECORDS（MSR-TIN-012 1999年7月24日発売）
※7inch。
2. MR.MOONLIGHT
TiNSTAR RECORDS（MSR-TIN-017 1999～2000年発売）
※7inch。
3. SHEIK OF ARABY
TiNSTAR RECORDS（MSR-TIN-021 2000年4月10日発売）
※7inch。
4. MY BONNIE
TiNSTAR RECORDS（MSR-TIN-026 2000年8月10日発売）
※7inch。
5. OHH! MY SOUL
TiNSTAR RECORDS（MSR-TIN-027 2000年8月10日発売）
※7inch。
6. SOME OTHER GUY
TiNSTAR RECORDS（MSR-TIN-038 2001年6月22日発売）
※7inch。

### アルバム
1. JACARANDA20HITS!
TiNSTAR RECORDS（MSR-TIN-030 2000年9月22日発売）
※紙ジャケ仕様。
2. MY GIRL IS RED HOT
TiNSTAR RECORDS（MSR-TIN-049 2002年6月12日発売）
3. YELLOWDOG IS GONNA GET YOU
TiNSTAR RECORDS（MSR-TIN-056 2003年5月21日発売）